# Colleretto Castelnuovo
Colleretto Castelnuovo es una localidad y comune italiana  de la provincia de Turín, región de Piamonte, con 348 habitantes.

## Evolución demográfica
| Gráfica de evolución demográfica de Colleretto Castelnuovo entre 1861 y 2001 |
|                                                                              |
| Fuente ISTAT - elaboración gráfica de Wikipedia                              |